# Silișteni, Argeș
Silișteni este un sat în comuna Lunca Corbului din județul Argeș, Muntenia, România.